# Otto Ernst
Otto Ernst (alemany: Otto Ernst Schmidt)  (Ottensen, 7 d'octubre de 1862 - Groß Flottbek, 5 de març de 1926) fou un compositor alemany. El 1887 era professor de música de l'Escola llatina de Winsbach, després director de l'Escola municipal de la mateixa població i més tard director del cor de l'església de Sant Jacob de Rothenburg. Va compondre nombrosos cors per a veus mixtes i d'home, peces per a orgue, etc. A més escrigué Zur Geschichte des Gottesdienstes und der Kirchenmusik in Rothenburg.